# الدنو
الدنو (به ایتالیایی: Aldeno) یک سکونتگاه مسکونی در ایتالیا است که در ترنتینو واقع شده‌است.

## خصوصیات
الدنو ۸ کیلومترمربع مساحت و ۲٬۸۱۸ نفر جمعیت دارد و ۲۰۰ متر بالاتر از سطح دریا واقع شده‌است.